# Возач за Веру
Возач за Веру (рус. Водитель для Веры) је руски играни филм из 2004. године у режији Павела Чухраја.

## Радња
Радња се дешава у Совјетском Савезу шездесетих година двадесетог вијека. Млади водник Совјетске армије Виктор игром случајности добија прекоманду и одлази на Крим да буде лични шофер генерала Серова. На Криму упознаје генералову ћерку Веру, због које ће морати да донесе важну животну одлуку — прихвати дил са генералом и обезбеди себи сигурну будућност, у замену за женидбу са Вером која је трудна али не са њим, или да се врати сиромаштву, девојци коју воли и старим животним навикама.

## Улоге
| Глумац            | Улога           |
| ----------------- | --------------- |
| Игор Петренко     | Виктор          |
| Аљона Бабенко     | Вера            |
| Богдан Ступка     | генерал Серов   |
| Андреј Панин      | капетан Савељев |
| Јекатарина Јудина | Лида            |